# Charles Kitwanga

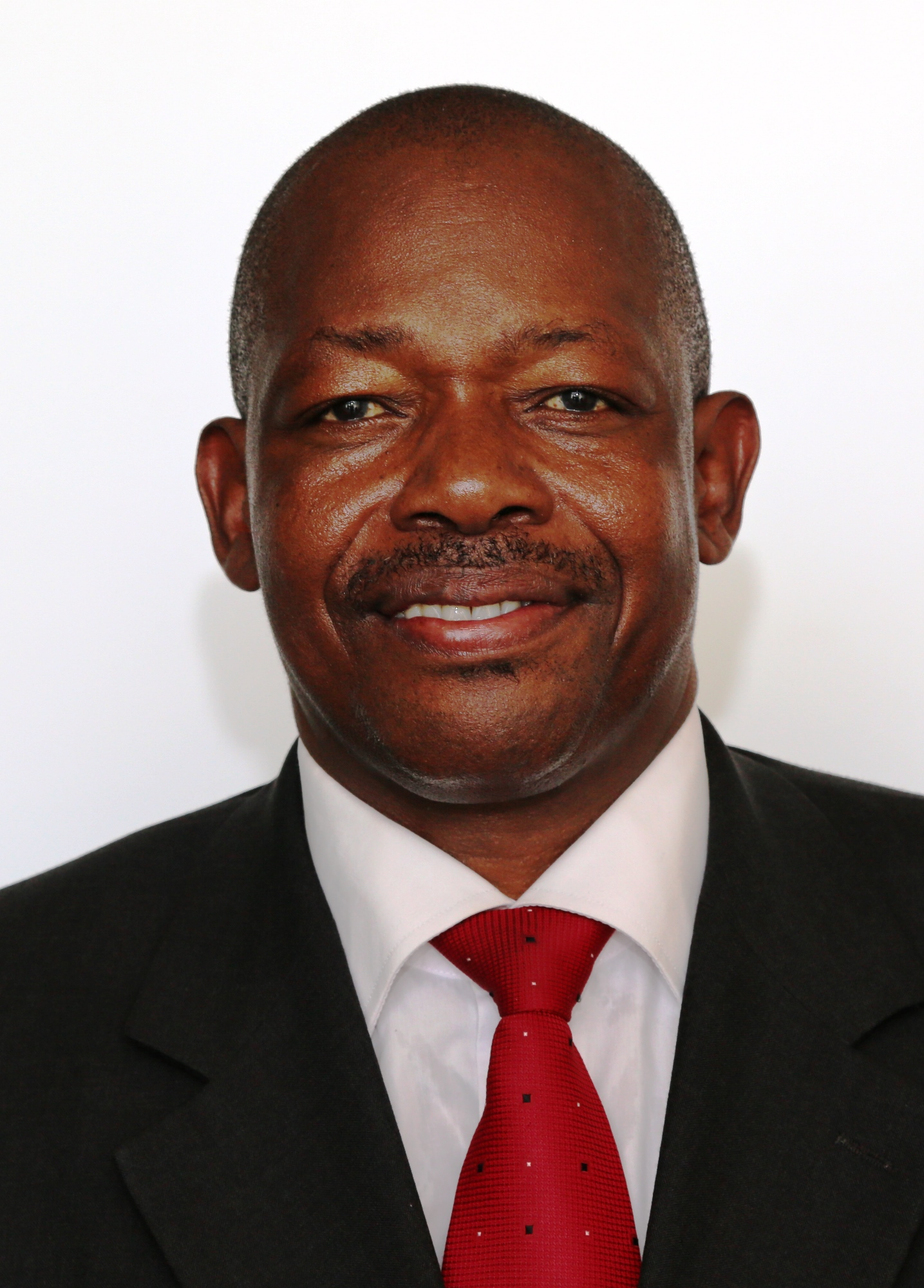
Charles Kitwanga (2015)

Charles Muhangwa „Mawematatu“ Kitwanga (* 27. September 1960) ist ein tansanischer Politiker der Partei der Revolution CCM (Chama Cha Mapinduzi), der zwischen 2010 und 2020 Mitglied der Nationalversammlung (Bunge) sowie von 2015 bis 2016 Innenminister war.

## Leben
Charles Muhangwa „Mawematatu“ Kitwanga besuchte von 1970 bis 1976 die Busagara Primary School, die er mit einem Certificate of Primary Education Examination (CPEE) beendete. Danach absolvierte er von 1977 bis 1980 die Same Secondary School, an der ein Certificate of Secondary Education Examination (CSEE) erwarb, sowie zwischen 1981 und 1983 die Tosamaganga Secondary School, die er mit einem Advanced Certificate of Secondary Education Examination (ACSEE) beendete. Nachdem er von 1984 bis 1985 als Verkehrsangestellter bei der Schifffahrtsgesellschaft KAUMA (Kampuni Ya Usafirishaji Mafia Limited) tätig gewesen war, begann er ein grundständiges Studium an der University of Dar es Salaam (UDSM), welches er 1988 mit einem Bachelor of Science (BSc) beendete. Anschließend trat er in die Bank of Tanzania ein, die Zentralbank Tansanias, und war anfangs von 1988 bis 1994 Systemanalytiker. In dieser Zeit begann er 1990 auch ein postgraduales Studium an der UDSM, das er 1991 mit einem Master of Science (MSc) abschloss. Er war zwischen 1994 und 1998 Leitender Systemanalytiker sowie zuletzt zwischen 1998 und 2010 stellvertretender Direktor der Zentralbank Tansanias.
Zu dieser Zeit begann Kitwanga sein politisches Engagement in der Partei der Revolution CCM (Chama Cha Mapinduzi) und war 2008 Mitglied des Exekutivrates der CCM in einem Distrikt sowie im Anschluss seit 2008 Vorsitzender der CCM-Jugendorganisation in der Region Mwanza. 2010 wurde er erstmals Mitglied der Nationalversammlung (Bunge) und vertrat in dieser nach seiner Wiederwahl 2015 den Wahlkreis Misungwi bis 2020. Staatspräsident John Magufuli kündigte am 10. Dezember 2015 ein unvollständiges Kabinett unter Premierminister Kassim Majaliwa mit Augustine Mahiga als Außenminister und Kitwanga als Innenminister (Minister of Home Affairs) an, während Hussein Mwinyi Verteidigungsminister blieb. Am 23. Dezember wurde Philip Mpango zum Finanzminister ernannt. Kitwanga wurde am 20. Mai 2016 als Innenminister entlassen. Am 11. Juni 2016 wurde Mwigulu Nchemba zum Innenminister ernannt und am 13. Juni vereidigt. Er war des Weiteren von 2015 bis 2018 Mitglied des Ausschusses für Infrastrukturentwicklung.